# 拉布布

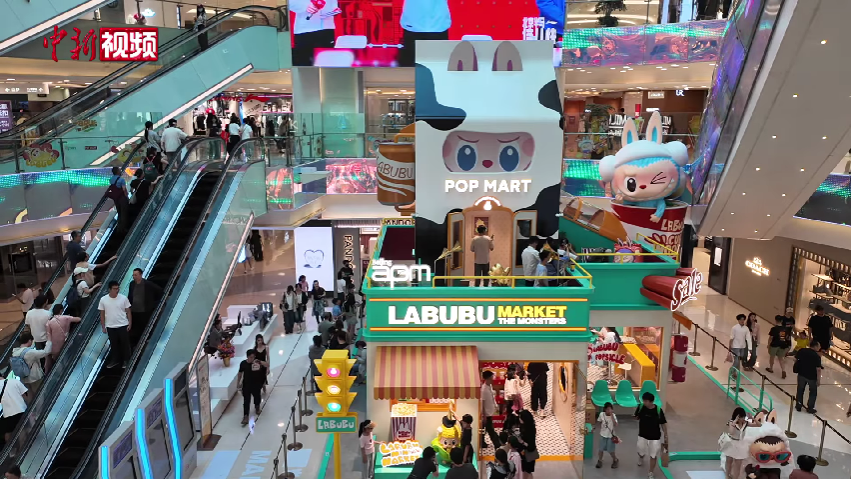
2025年6月，北京apm的LABUBU“怪味便利店”系列主题快闪店

拉布布（英語：Labubu）是由龍家昇設計的毛絨玩具，其特徵包括圓滾滾的毛茸茸身體、圓睜的大眼睛、尖尖的耳朵，以及九颗尖銳的牙齒，組成一個淘氣的笑容。

## 歷史
拉布布是由香港出生、在荷蘭成長的藝術家龍家昇設計的角色。龍家昇創作了《The Monsters》故事系列，其靈感來自他童年時期喜愛的北歐民間傳說與神話。根據2024年《CNA Lifestyle》的報導，龍家昇最初用鋼筆繪製他的設計，他對童話故事的熱愛最終促使他繪製出拉布布及其朋友們。
拉布布於2015年首次亮相，但在2019年與泡泡瑪特的合作後獲得了更廣泛的關注。這次合作提升了拉布布在收藏家中的人氣。自此以來，拉布布玩偶被製作成各種顏色、形狀和尺寸，涵蓋了從毛絨玩具到乙烯基公仔的多種形式。
2024年4月，拉布布因為BLACKPINK成員Lisa被拍到攜帶它而廣受關注，包括作為毛絨玩具和掛在包包上的鑰匙圈 。這引發了一股潮流，迅速提高了拉布布在泰國及東南亞其他地區的知名度。根據泡泡玛特於2024年8月20日發布的中期報告，《The Monsters》系列在該年上半年創造了63億人民幣的銷售額。
2025年4月，泡泡玛特推出拉布布的第三代搪胶毛绒产品，在美国、英国及日本的泡泡玛特门店有大量顾客排队购买，在中華人民共和國更出现了高价倒卖的现象，同时市场上出现了盗版产品，网民们将盗版产品称为“Lafufu”。中华人民共和国海关总署微信公号“海关发布”相继发布各地海关查获假拉布布的消息，引发网民关注，话题“海关大战假拉布布”亦登上热搜。在英国，因有顾客为购买拉布布打架斗殴，泡泡玛特宣布暂停拉布布在英国的销售。此后在6月14日，泡泡玛特宣布在韩国暂停销售拉布布产品。而同月10及19日，北京永乐拍卖举行拉布布艺术品拍卖会，一个外形与真人类似的拉布布以108万元人民币的价格成交，总成交额达到人民币373万元。但隨後拉布布在二手玩具市場價格應聲腰斬，平均跌幅超過50%，例如一整箱6盒的Labubu 3.0的價格從1500–2800元跌至650–800元。
动画化作品（每集156话，每集4-5分钟，计划在7分钟的播出时段内播出）预计将于2025年年中开始播出。

## 軼事

### 在泰國被神化
2024年，因拉布布在泰国爆红，泰国人认为其图案能带来招财和好运，制作成佛牌和刺符。

### 政治宣傳
2024年9月，新加坡人民行動黨盛港團隊於盛港康埔桦弯（英語：Compassvale Crescent）舉辦樂齡人士食品分發活動，首次展示一款穿著印有人民行動黨標誌白色上衣的Labubu布偶鑰匙圈。人民行動黨盛港西支部主席藍彬明在社交媒體上分享該布偶參與活動的照片，稱其為團隊中「最新、最可愛的志工」，並在當天的集體合照及後續TikTok影片中多次出現。

### 九皇爺誕慶典
2024年10月，新加坡凌蓮寶殿斗母宮在慶祝九皇爺誕期間，首次引入潮玩元素，以吸引年輕一代參與傳統宗教活動。廟方將四隻拉布布打扮成信眾，穿上白衣白褲、配戴白帽與黃布條，全程參與慶典，引發社群廣泛關注與討論。部分民眾認為此舉創意可愛，有助於推廣文化，也有人質疑是否對神明不敬。廟方澄清，玩偶僅作為「信眾」參與，並非供奉祭品，無涉不敬。相關影片在社交媒體上獲得高瀏覽量，吸引不少年輕人前來廟宇一睹風采。